# دير ميروزكي
دير ميروزكي هو دير أرثوذكسي روسي يعود إلى القرن الثاني عشر، يقع في بسكوف، روسيا.
يشتهر بلوحاته الجصية، ويقع في كاتدرائية تجلي المسيح. يشتق اسم الدير من اسم نهر ميروزا.

## تاريخ
لا يُعرف تاريخ محدّد لتأسيسه، غير أنه في منتصف القرن الثاني عشر. ويرتبط تأسيسه بالراهب اليوناني القديس "نيبونتي"، أسقف نوفغورود، الذي توفي عام 1156. ويقع الدير على بعد 20 دقيقة سيراً على الأقدام من بيسكوف الكرملين

## صور

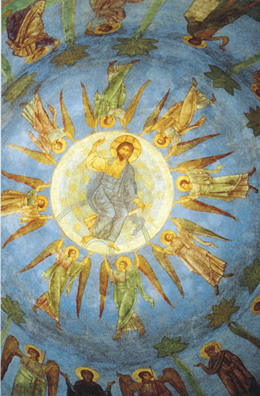
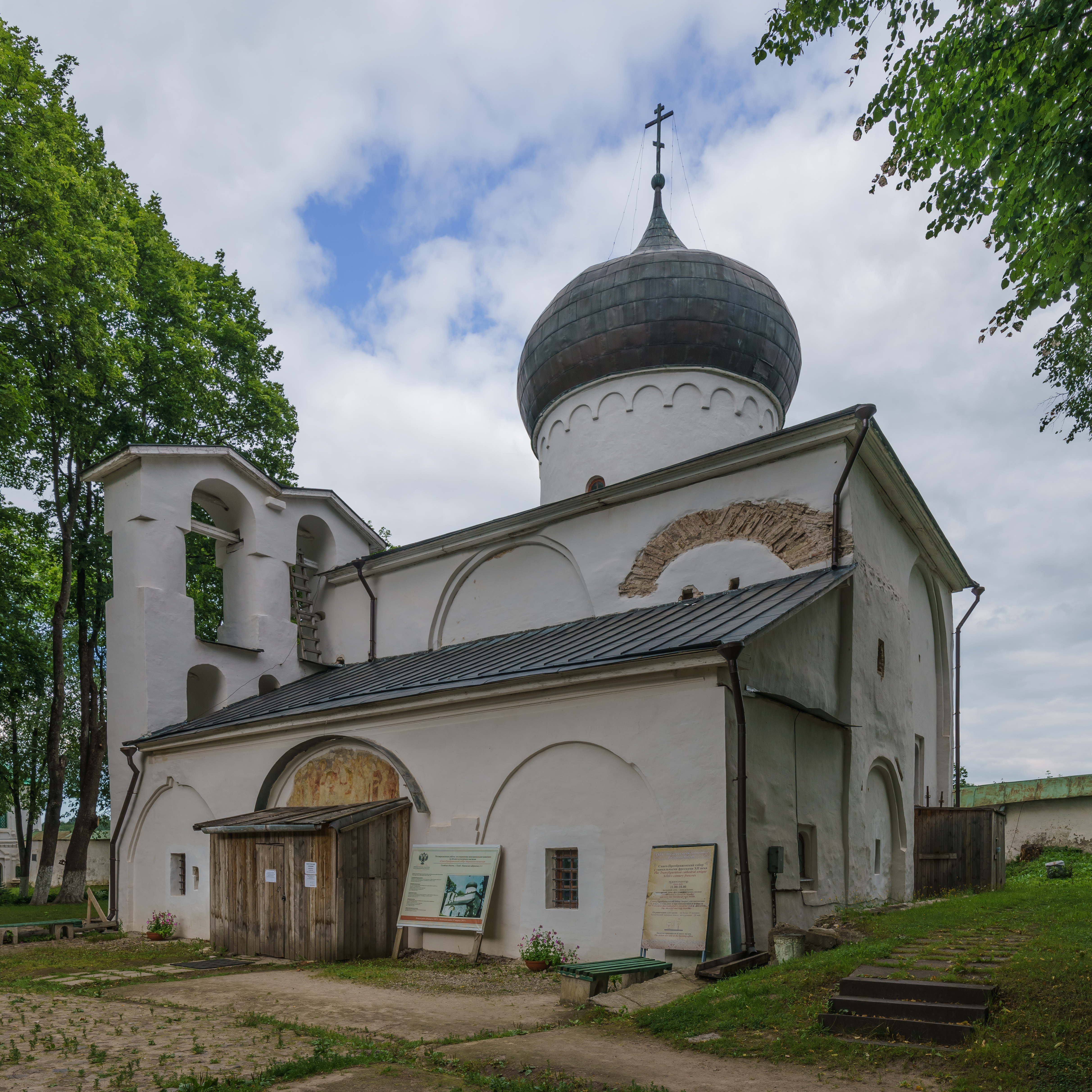
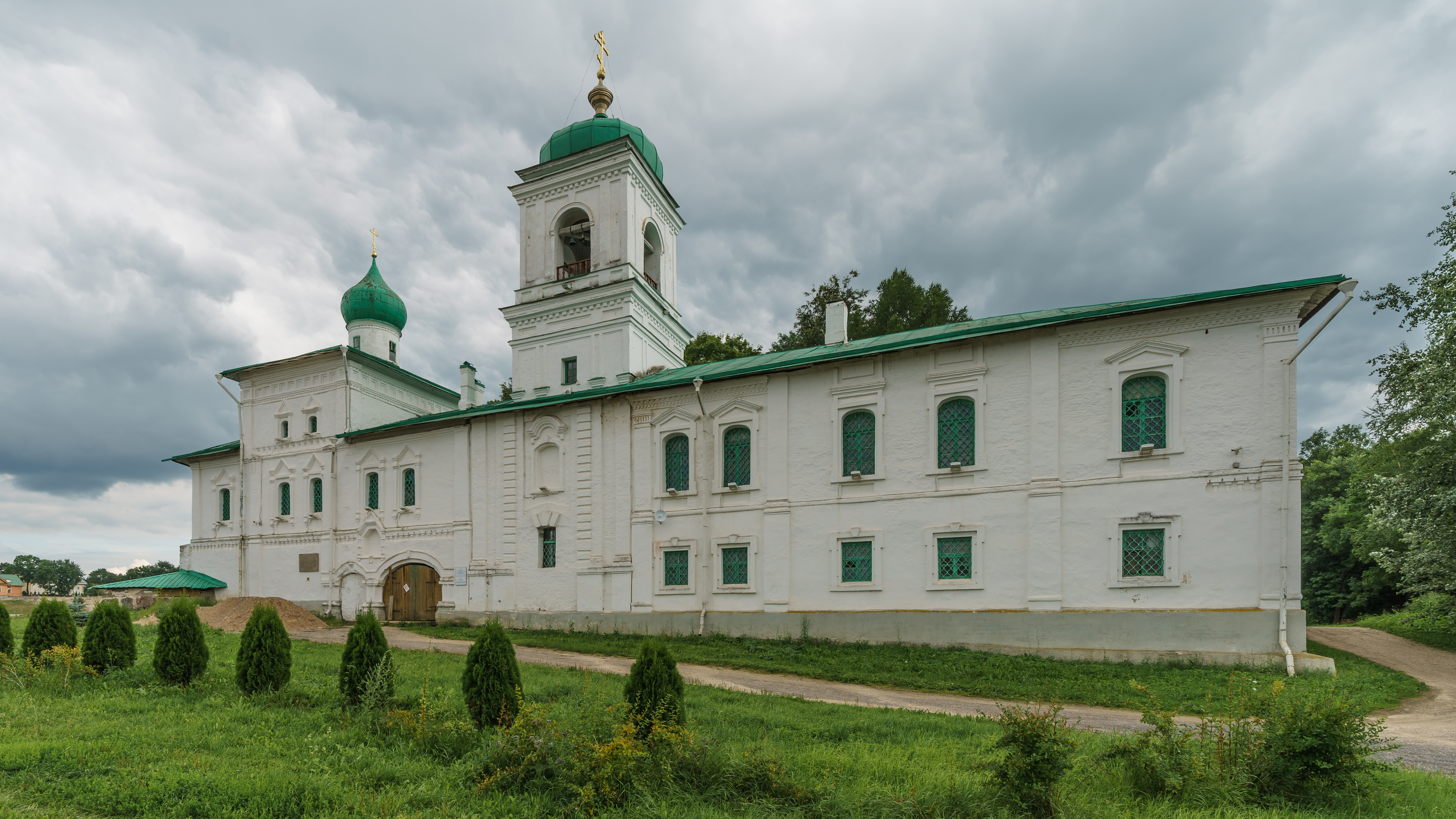

## روابط خارجية
- "The monastery website" (بالروسية). Спасо-Преображенский Мирожский монастырь. Archived from the original on 2019-12-29. Retrieved 2012-09-25.
- photos of the frescoes on Flickr
- photos of the frescoes on Picasa
- Mirozhsky Monastery (Pskov)